# Martin Brambach

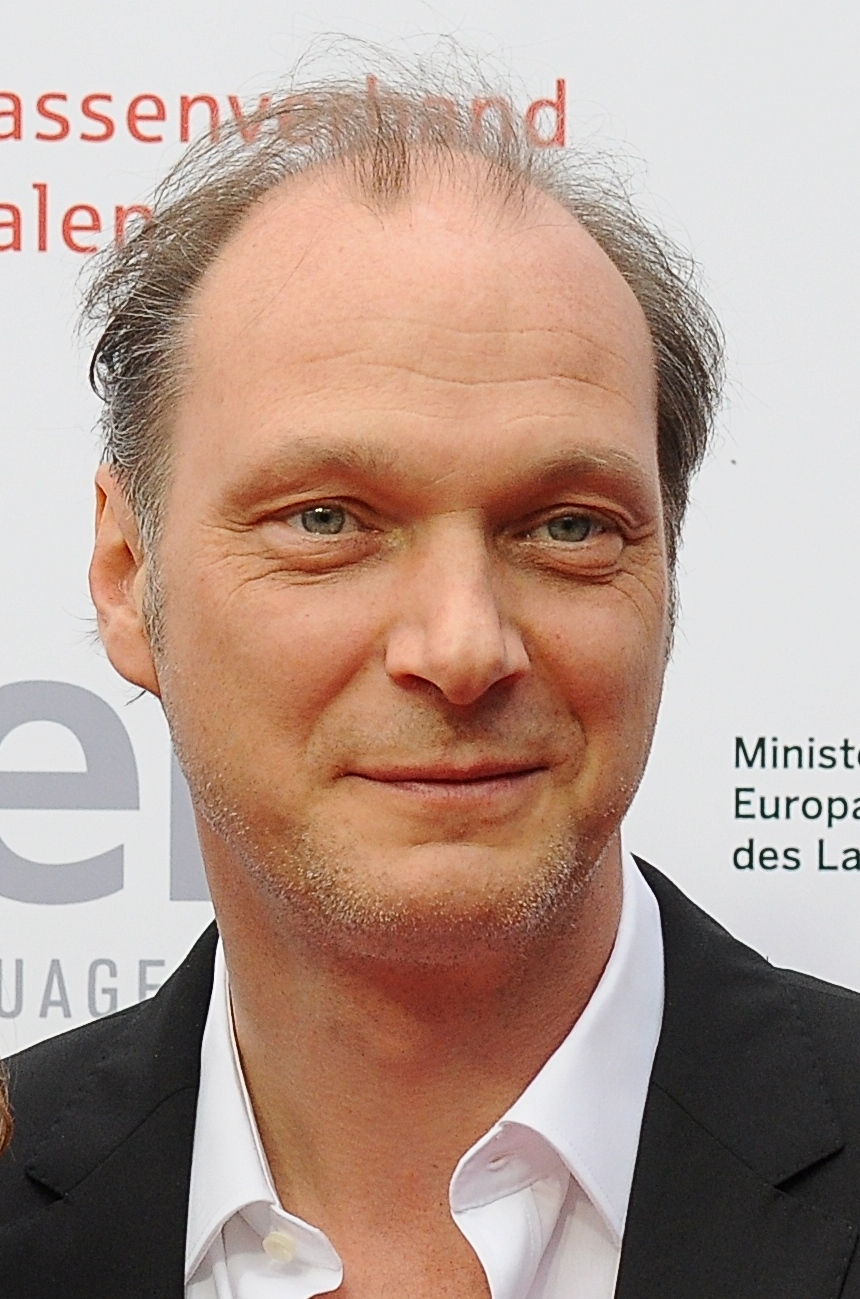
Martin Brambach (2014)

Martin Brambach (* 28. Oktober 1967 in Dresden) ist ein deutscher Schauspieler.

## Herkunft, Kindheit und Jugend
Martin Brambach wurde 1967 in Dresden als Sohn der aus Breslau stammenden Kostümbildnerin Heidi Brambach und eines Architekten geboren. Er wuchs in Dresden-Altcoschütz und in Berlin-Prenzlauer Berg bei seiner Mutter und dem Regisseur Karlheinz Liefers auf. Mit zwölf Jahren erfuhr er, dass er nicht dessen leiblicher Sohn ist. Der Schauspieler Jan Josef Liefers ist sein Stiefbruder.
Im Alter von 15 Jahren spielte Brambach am Jugendtheater 76 in Berlin-Weißensee. 1984 hatte seine Mutter als Reisekader der Berliner Volksbühne einen Aufenthalt in Finnland genutzt, um mit ihren noch gültigen Ausreisepapieren nach West-Berlin überzusiedeln. Ein halbes Jahr später folgte ihr Brambach kurz nach seiner Aufnahmeprüfung an der Schauspielschule Berlin bei Rudolf Penka in den Westen. Zunächst zog er mit seiner Mutter ins südfinnische Lahti, später nach Hamburg. Das Gymnasium in Hamburg verließ er ohne Abitur und wechselte an die Westfälische Schauspielschule Bochum.

## Karriere
Ab 1985 gehörte Brambach dem Ensemble des Bochumer Schauspielhauses an. Nach einem weiteren festen Engagement am Schauspielhaus Köln wechselte er Ende der 1980er Jahre an das Wiener Burgtheater, wo er u. a. mit den Regisseuren George Tabori, Einar Schleef und Claus Peymann arbeitete. Von 1999 bis 2001 zählte er zum Ensemble der Berliner Schaubühne. Seitdem arbeitet Brambach als freier Schauspieler.
Sein Leinwanddebüt gab Brambach 1994 in Franz Novotnys Filmsatire Exit II – Verklärte Nacht. In Michael Hanekes Kafka-Verfilmung Das Schloß übernahm er 1997 die Rolle des Schwarzen. Seine schauspielerische Leistung in Stephan Wagners Filmkomödie Kubanisch rauchen als Polizist brachte ihm 1999 den Preis für den besten Darsteller ein. In der Folgezeit trat er in zahlreichen Film- und Fernsehrollen in Erscheinung. Er wirkte u. a. in kleineren Rollen bei Kinofilmen wie Sophiiiie! (2002) Good Bye, Lenin! (2003), Das Leben der Anderen (2006), Fleisch ist mein Gemüse (2008), Der Vorleser (ebenfalls 2008), Oh Boy (2012) und Lindenberg! Mach dein Ding (2020) mit. Wiederholt arbeitete er mit dem österreichischen Regisseur Stefan Ruzowitzky zusammen, etwa für den Medizin-Thriller Anatomie 2 (2003) und das Holocaust-Filmdrama Die Fälscher (2007), bei denen er in größeren Rollen vor der Leinwand spielte.
Brambach übernahm 2009 in der Sat.1-Filmkomödie Barfuß bis zum Hals in der Rolle des Helmut Steiner seine erste Spielfilmhauptrolle. Er wurde für diese Rolle für den Deutschen Fernsehpreis 2010 in der Kategorie „Bester Schauspieler“ nominiert. 2014 war er in Michael Rowitz’ Filmkomödie Mit Burnout durch den Wald als der als Würstchen verkleidete Langzeitarbeitslose Alfred Schuster in einer der Hauptrollen zu sehen. Für seine Rolle des Reiner Pfeiffer in dem Zweiteiler Der Fall Barschel (2015) wurde er mit dem Bayerischen Fernsehpreis, dem Deutschen Fernsehpreis sowie dem Deutschen Schauspielpreis ausgezeichnet. 2017 verkörperte er den kommunistischen Politiker und Staatsratsvorsitzenden Erich Honecker an der Seite von Johanna Gastdorf als Margot Honecker in der ARD-Komödie Willkommen bei den Honeckers.
Brambach gastiert u. a. wiederholt in diversen Fernsehserien und Krimireihen, wie Kommissar Rex, Ritas Welt, Polizeiruf 110, Wilsberg, Das Duo, Nachtschicht, Ein starkes Team, Das Quartett und Die Drei von der Müllabfuhr. Er übernimmt darüber hinaus auch mehrere feste und wiederkehrende Rollen. In der Krimiserie SOKO Wismar war er von 2004 bis 2006 als Kriminaloberkommissar Winfried ‚Winnie‘ Scheel zu sehen. Von 2006 spielte er mit Unterbrechung bis 2025 an der Seite von Natalia Wörner in der ZDF-Krimireihe Unter anderen Umständen den Kriminalhauptkommissar Arne Brauner. Von 2007 bis 2010 übernahm er in KDD – Kriminaldauerdienst die Rolle des Thomas Behrens. 
Von 2012 bis 2014 spielte er in 18 Folgen der TNT-Serie Add a Friend die Rolle des Arztes Dr. Metzler. Seit 2016 ist er für den MDR in der Fernsehreihe Tatort, in der er bereits zuvor mehrere Gastrollen hatte, als Kommissariatsleiter Peter Michael Schnabel zu sehen. 2017 übernahm er neben Meike Droste in der sechsteiligen Comedy-Serie Frau Temme sucht das Glück die Rolle des kauf- und spielsüchtigen Versicherungsvorgesetzten Hans-Peter Mühlens.
Brambach beteiligte sich im April 2021 an der Protestaktion #allesdichtmachen, bei der über 50 prominente Schauspieler die Maßnahmen zur Eindämmung der COVID-19-Pandemie in ironisch-satirisch gemeinten Videos kommentierten. Die Aktion löste kontroverse Diskussionen aus. Brambach und weitere Schauspieler zogen ihr Video zurück.
Im März 2024 beteiligte sich Brambach zusammen mit weiteren Prominenten und Influencern an einem öffentlichen Tierschutz-Aufruf, der sich an den Discounter Lidl richtete. Anlass ist, dass Lidl wegen tierquälerischer Zustände bei seinen zuliefernden Hühnermastbetrieben immer wieder Negativschlagzeilen macht („Lidl-Fleischskandal“).

## Privates
Brambach hat einen Sohn aus einer früheren Beziehung. Er lebt mit der Schauspielerin Christine Sommer, ihren beiden Töchtern und einem gemeinsamen Sohn (* 2010) in Recklinghausen.

## Filmografie

### Kinofilme
- 1997: Comedian Harmonists
- 1998: Kubanisch rauchen
- 1999: Untersuchung an Mädeln
- 2002: Sophiiiie!
- 2003: Anatomie 2
- 2003: Good Bye, Lenin!
- 2003: Adam & Eva
- 2003: Böse Zellen
- 2004: Die Boxerin
- 2005: Der Clown – Payday
- 2006: Goldene Zeiten
- 2006: Klimt
- 2006: Das Leben der Anderen
- 2006: Wo ist Fred?
- 2007: Die Fälscher
- 2007: Yella
- 2008: Fleisch ist mein Gemüse
- 2008: Nordwand
- 2008: Der Vorleser
- 2009: Fräulein Stinnes fährt um die Welt
- 2009: Diamantenhochzeit
- 2010: Tag und Nacht
- 2011: 4 Tage im Mai
- 2012: Oh Boy
- 2012: Unter Frauen
- 2013: Harms
- 2014: Besser als Nix
- 2016: Frauen
- 2018: Kursk
- 2020: Lindenberg! Mach dein Ding
- 2024: Zwei zu eins
- 2025: Ganzer halber Bruder

### Fernsehfilme
- 1988: Mutter Courage und ihre Kinder
- 1997: Das Schloß
- 1998: Opernball
- 2002: Weihnachten
- 2003: Die Geisel
- 2003: Das Wunder von Lengede
- 2004: Der Stich des Skorpion
- 2005: Im Auftrag seiner Majestät – Ein barocker Bücherkrimi
- 2005: Macho im Schleudergang
- 2006: Charlotte Link: Die Täuschung
- 2006: Mutterglück
- 2008: Guter Junge
- 2008: Schade um das schöne Geld
- 2008: Ohnmacht
- 2008: Ein Job
- 2008: Mein Schüler, seine Mutter & ich
- 2008: Tod in der Eifel
- 2009: Die Nonne und der Kommissar – Todesengel
- 2009: Barfuß bis zum Hals
- 2009: Schneewittchen
- 2010: Sexstreik!
- 2010: Scheidung für Fortgeschrittene
- 2010: Amigo – Bei Ankunft Tod
- 2010: Fasten à la Carte
- 2010: Familie Fröhlich – Schlimmer geht immer
- 2011: Schief gewickelt
- 2012: Geisterfahrer
- 2013: Der Feind in meinem Leben
- 2013: Mord in Eberswalde
- 2013: Neue Adresse Paradies
- 2014: Für immer ein Mörder – Der Fall Ritter
- 2014: Die Staatsaffäre
- 2014: Mit Burnout durch den Wald
- 2015: Schwägereltern
- 2015: Der Fall Barschel
- 2015: Zum Sterben zu früh
- 2015: Weihnachts-Männer
- 2016: Die Stadt und die Macht (Sechsteiler)
- 2016: Das beste Stück vom Braten
- 2015: Nur nicht aufregen!
- 2016: Wellness für Paare
- 2016: Kästner und der kleine Dienstag
- 2017: Das Leben danach
- 2017: Gift
- 2017: Willkommen bei den Honeckers
- 2017: Kein Herz für Inder
- 2018: Reich oder tot
- 2018: Keiner schiebt uns weg
- 2019: Nimm Du ihn
- 2019: Dreibettzimmer
- 2019: Tödliches Comeback
- 2020: 9 Tage wach
- 2020: Mein Altweibersommer
- 2020: Almhütte für Zwei
- 2020: Verunsichert – Alles Gute für die Zukunft
- 2021: Bettys Diagnose
- 2021: Goldjungs
- 2021: Alles auf Rot
- 2022: Jeanny – Das 5. Mädchen
- 2022: McLenBurger – 100% Heimat
- 2023: Miss Merkel – Ein Uckermark-Krimi
- 2025: Robert Lembke – Wer bin ich?

### Fernsehserien und -reihen
- 1999: Tatort: Absolute Diskretion
- 1999, 2004: Kommissar Rex (verschiedene Rollen, 2 Folgen)
- 2000: Medicopter 117 – Jedes Leben zählt (Folge Kidnapping)
- 2001: Tatort: Tödliche Tagung
- 2002: Ritas Welt (Folge Die Schöffin)
- 2002: Julia – Eine ungewöhnliche Frau (Folge Wieder daheim)
- 2002: SK Kölsch (Folge Götterdämmerung)
- 2002: Polizeiruf 110: Henkersmahlzeit
- 2002: Polizeiruf 110: Memory
- 2003: Schlosshotel Orth (Folge Reine Nervensache)
- 2003: Dr. Sommerfeld – Neues vom Bülowbogen (Folge Kraft der Musik...)
- 2003: Wolffs Revier (Folge Die Montagsgruppe)
- 2003: Die Sitte (Folge Flüstertöne)
- 2003: Adelheid und ihre Mörder (Folge Ende einer Karriere)
- 2003: Was nicht passt, wird passend gemacht (Folge Siegerlandstern)
- 2003, 2014: SOKO Köln (verschiedene Rollen, 2 Folgen)
- 2003–2017: Alarm für Cobra 11 – Die Autobahnpolizei (verschiedene Rollen, 4 Folgen)
- 2004: Polizeiruf 110: Barbarossas Rache
- 2004: Einsatz in Hamburg – Bei Liebe Mord
- 2004: Wilsberg: Der Minister und das Mädchen
- 2004–2006: SOKO Wismar (Fernsehserie, 36 Folgen)
- 2004: Das Duo: Bauernopfer
- 2005: Großstadtrevier (Folge Blind Date)
- 2005: Balko (Folge A40)
- 2006: Tatort: Mann über Bord
- 2006: Nachtschicht – Der Ausbruch
- 2006: Das Duo: Man lebt nur zweimal
- 2006–2023, 2025: Unter anderen Umständen (Fernsehserie, 22 Folgen) als Arne Brauner
- 2007: Der Kriminalist (Folge Verbranntes Glück)
- 2007: Stadt, Land, Mord! (Folge Ein gewaschener Mord)
- 2007: Tatort: Das namenlose Mädchen
- 2007: Tatort: Die Falle
- 2007–2010: KDD – Kriminaldauerdienst (9 Folgen)
- 2008: SOKO Leipzig (Folge Donald)
- 2008: Notruf Hafenkante (Folge Herz an Herz)
- 2009: Bella Block: Vorsehung
- 2009: Die Rosenheim-Cops (Folge Tödliche Gier)
- 2009: Pastewka (Folge Der Tarif)
- 2009: SOKO München (Folge Vater ist der Beste)
- 2009, 2012: Küstenwache (verschiedene Rollen, 2 Folgen)
- 2010: Wilsberg: Gefahr im Verzug
- 2010: Tatort: Klassentreffen
- 2010: Tatort: Die Unsichtbare
- 2010: Tatort: Wie einst Lilly
- 2010: Tatort: Schön ist anders
- 2011: Nachtschicht – Ein Mord zu viel
- 2011: Nord Nord Mord: Nord Nord Mord
- 2011: Tatort: Der Weg ins Paradies
- 2012: Frühling für Anfänger
- 2012: Danni Lowinski (Folge Babystorno)
- 2012: Marie Brand und die falsche Frau
- 2012: Kommissar Stolberg (Folge Trance)
- 2012: Flemming (Folge Die alte Kommissarin)
- 2012: Das Duo: Tote lügen besser
- 2012: Tatort: Falsch verpackt
- 2012–2014: Add a Friend (18 Folgen)
- 2013: Die Chefin (Folge Kinder)
- 2014: Ein starkes Team: Alte Wunden
- 2015: Unter Verdacht: Ein Richter
- 2016: Bettys Diagnose (Folge Turteln und Zwitschern)
- seit 2016: Tatort → siehe Gorniak, Winkler und Schnabel als Kriminalhauptkommissar Peter Michael Schnabel
- 2016: Hotel Heidelberg: Kramer gegen Kramer
- 2016: Die Stadt und die Macht (6 Folgen)
- 2017: Frau Temme sucht das Glück (6 Folgen)
- 2017: SCHULD nach Ferdinand von Schirach  (Folge Anatomie)
- 2019: Letzte Spur Berlin (Folge Sommersonnenwende)
- 2020: Das Quartett: Das Mörderhaus
- 2021: Die Drei von der Müllabfuhr – Die Streunerin
- 2021: Kroymann (Satiresendung, 1 Folge)
- 2021: Die Chefin (Folge Spender 5634)
- 2022: Das Begräbnis
- 2022: Die Discounter (1 Folge)
- 2023: Gute Freunde – Der Aufstieg des FC Bayern (6 Folgen)
- 2023: Intimate (Folge Doppeldate)
- 2023: Sam – Ein Sachse (Folge A Saxon)
- 2023: Parlament (Fernsehserie, 8 Folgen)
- 2024: Blind ermittelt – Tod im Kaffeehaus
- 2024: Helgoland 513 (1 Folge)
- 2025: Tatort: Herz der Dunkelheit

## Hörspiele (Auswahl)
- 2013: Karlheinz Koinegg: Robin, der Reimer – Regie: Angeli Backhausen (WDR)
- 2013: Hans van Ooyen: Die Tote in der Emscher – Regie: Angeli Backhausen (WDR)
- 2014: Mark Zak: Glaube, Liebe, Mafia – Die Frau des Paten – Regie: Thomas Leutzbach (WDR)
- 2014: Friedemann Schulz: Dancing queen — Regie: Thomas Wolfertz für den ARD Radio Tatort, Produktion: hr
- 2015: Maxi Obexer: Illegale Helfer – Regie: Martin Zylka (WDR)
- 2020: Robert Harris: Der zweite Schlaf (12 Teile) (Captain John Hancock) – Regie: Leonhard Koppelmann (Hörspielbearbeitung – HR/Der Hörverlag)
- 2021: Lars Werner: Mönche – Regie: Janine Lüttmann (Deutschlandfunk Kultur)
- 2023: Martin Mosebach: Frau mit gelbem Barett – Regie: Thomas Wolfertz für den ARD Radio Tatort, Produktion: hr

## Bücher
- Martin Brambach, Jan Wehn: Nice to meet you, Ruhrgebiet: Auf Entdeckungstour ins Herz vom Pott, Polyglott, München 2022, ISBN 978-3-8464-0904-6

## Ehrungen und Auszeichnungen
- 2010: Nominierung für den Deutschen Fernsehpreis als Bester Schauspieler für seine Hauptrolle im Film Barfuß bis zum Hals.
- 2011: Sondernominierung für den Adolf-Grimme-Preis für „seine stetige schauspielerische Leistung in unterstützenden Rollen“ in Tatort: Wie einst Lilly, Tatort: Schön ist anders und Fasten à la Carte.[11]
- 2016: Bayerischer Fernsehpreis als Bester Schauspieler in den Kategorien „Fernsehfilme“ und „Serien und Reihen“ für seine Rollen in Der Fall Barschel (NDR/ARD), Unter Verdacht – Ein Richter (ARTE) und Tatort: Auf einen Schlag (MDR/ARD).
- 2017: Deutscher Fernsehpreis für seine Rollen in Der Fall Barschel (ARD) und Wellness für Paare (ARD/WDR)
- 2017: Deutscher Schauspielpreis als „Bester Schauspieler in einer Nebenrolle“ für Der Fall Barschel.[12]